# Call of Duty: Black Ops
Call of Duty: Black Ops (с англ. — «Зов Долга: Секретные операции») — компьютерная игра в жанре трёхмерного шутера от первого лица, разработанная американской компанией Treyarch и изданная Activision (разработкой версии для Mac занимается студия Aspyr Media). Это седьмая игра в серии Call of Duty, является непрямым сиквелом к Call of Duty: World at War. Проект был официально анонсирован 30 апреля и выпущен 9 ноября 2010 года для персональных компьютеров и домашних приставок седьмого поколения.
В первый же день продаж было реализовано более 5 000 000 копий игры. Таким образом, игра стала самой успешной в истории игровой индустрии и установила новый мировой суточный рекорд продаж, оставив позади предыдущего лидера — Call of Duty: Modern Warfare 2. На сегодня продажи игры превышают 26 млн проданных экземпляров.

## Игровой процесс
Впервые геймплей был продемонстрирован 14 июня 2010 года на выставке Electronic Entertainment Expo в Лос-Анджелесе. Руководитель студии Treyarch Марк Ламия (англ. Mark Lamia) прошёл часть однопользовательской кампании на приставке Xbox 360 во время пресс-конференции на стенде компании Microsoft, почти сразу же видео с презентации было выложено на Youtube.
Геймплей многопользовательской игры был впервые продемонстрирован 9 августа 2010 года. Ролик с нарезками из мультиплеера был выложен на канале YouTube. Более подробный анонс назначен на 1 сентября 2010 года.
После демонстрации геймплея на выставке Gamescom сетевой ресурс joystiq опубликовал обзор однопользовательской игры в Call of Duty: Black Ops. Обозреватель отметил, что новая игра серии даёт игроку всё то, что он ожидает от Call of Duty: взрывы, гранаты, огромное количество скриптов, и на первый взгляд кажется, что геймплей не изменился по сравнению с предыдущими играми серии. Но это не так. Автор подчеркнул, что кровавые сцены обрабатывает обновлённая технология, но студия не зацикливается на крови и не акцентирует на этом внимание. Геймплей выглядит очень красиво. Хоть журналист и играл в демо-версию, он отметил, что то, что он увидел и пережил с игрой, очень ему понравилось.
1 сентября 2010 года в виде отдельного мероприятия для журналистов и представителей игровых ресурсов был представлен многопользовательский режим Call of Duty: Black Ops. Были продемонстрированы новые режимы игры, списки перков, оружия, наград за серии убийств, COD points и прочие нововведения. Приглашённым гостям так же было разрешено самим поиграть в игру — аккаунты были прокачаны до 25 уровня и практически никто из гостей не смог увидеть про-версии перков, присутствующих в игре.

## Многопользовательская игра
В многопользовательской игре доступны несколько режимов командной или индивидуальной игры по локальной сети или интернету. Также присутствует кооперативный режим для четырёх игроков. Студия Treyarch подтвердила, что в версии для PC будет использоваться система выделенных серверов.
10 августа 2010 года по сети Интернет в очередной раз прошла волна слухов о том, что Activision работает над проектом, направленным на взимание с игроков платы за мультиплеер Call of Duty: Black Ops. Согласно подготовленному отчёту официальный анонс этого проекта ожидается 1 сентября 2010 года, когда будет представлен мультиплеер Call of Duty: Black Ops. Стоит заметить, что подобные слухи уже ходили по сети в июле 2010 года, тогда информация не была подтверждена ни представителем Infinity Ward, ни представителем Treyarch. 10 сентября Treyarch опровергли информацию о том, что мультиплеер будет платный. 10 сентября 2010 года руководитель студии Марк Ламия (англ. Mark Lamia) в одном из интервью в очередной раз подчеркнул, что в игру, которую приобретает покупатель, многопользовательская составляющая включена по умолчанию и не нужно будет платить за возможность играть по сети.
После первой публичной демонстрации многопользовательской игры и обычные игроки, и авторитетные игровые интернет порталы занялись анализом продемонстрированного видео. Например, портал IGN опубликовал свою видео версию списка нововведений, которые ждут игроков в Call of Duty: Black Ops, и отдельную статью с 5 самыми привлекательными нововведениями. Интересным фактом является то, что 11 августа 2010 года ведущий разработчик мультиплеера игры Дэвид Вондерхаар (англ. David Vonderhaar) в своём журнале twitter написал, что ему понравилась вся проделанная аналитическая работа, но всё же один из основных компонентов многопользовательской игры так и не был замечен всеми теми, кто занимался анализом видео, либо был понят совершенно не в том ключе, в котором он присутствует в самой игре.
В связи с многочисленными нововведениями, которые были добавлены в игру (COD Points и так далее), студией Treyarch много сил было затрачено на соблюдение баланса в игре.

## Кооперативная игра
30 апреля 2010 года руководитель студии Treyarch Марк Ламия (англ. Mark Lamia) сообщил, что в Call of Duty: Black Ops помимо однопользовательского и многопользовательского режима игры объявлено наличие кооперативного, впервые представленная в серии Call of Duty в игре Call of Duty: World at War.
10 мая 2010 года появилась информация о том, что в игре будет присутствовать кооперативный режим для четырёх игроков.
2 сентября 2010 года после официальной презентации мультиплеер составляющей Call of Duty: Black Ops менеджер студии Treyarch по связям с общественностью Джош Олин (англ. Josh Olin) сказал, что студия на данный момент не готова представить анонс кооперативного режима.
13 сентября 2010 года исполнительный продюсер игры Call of Duty: Black Ops Дэн Суарез (англ. Dan Suarez) в интервью Gamertag Radio сообщил, что в этом году в игре не будет представлен кооперативный режим, но будет локальный мультиплеер и тренировочные миссии на одном экране. В данном случае интересно, что Суарез говорил только про текущий, 2010 год, поэтому вполне может быть кооперативный режим будет предлагаться в следующем году в виде DLC.

## Сюжет
25 февраля 1968 года. Сотрудник ЦРУ Алекс Мэйсон приходит в себя в комнате допроса привязанным к стулу. Он не знает, где находится и не помнит, что произошло до этого. Неизвестные люди задают ему вопросы о расположении некой номерной радиостанции и числах, которых он постоянно слышит и видит. Постепенно память начинает возвращаться к Мэйсону. Большая часть игры представлена в виде воспоминаний Мэйсона о событиях, произошедших за 7 лет: с 1961 по 1968 годы.
1961 год. Агенты Мэйсон, Вудс и Боумен прибывают на Кубу с целью ликвидации Фиделя Кастро во время операции в заливе Свиней. Команда успешно выполняет задачу, но на обратном пути Мэйсон попадает в плен. Живой и невредимый Кастро объясняет агенту, что на самом деле тот убил его двойника и передаёт Мэйсона своим союзникам из СССР — генералу Никите Драговичу и полковнику Льву Кравченко.
Драгович отправляет Мэйсона в лагерь на Воркуте, где использует его в качестве подопытного в секретном эксперименте. В лагере Мэйсон знакомится с Виктором Резновым, бывшим солдатом Красной Армии. Виктор, который тоже знает Драговича, рассказывает Мэйсону свою историю.
Октябрь 1945 года. Советское командование отправляет в район Северного полярного круга специальное подразделение под командованием Драговича и его помощника Льва Кравченко с целью обнаружить и захватить нацистского учёного Фридриха Штайнера, работающего над созданием оружия массового поражения. В операции принимают участие Резнов и Дмитрий Петренко (главный герой советской кампании в Call of Duty: World at War). Советские солдаты атакуют вмёрзший в лёд немецкий корабль, который защищает отряд СС, и захватывают Штайнера вместе с его оружием — высокотоксичным отравляющим газом «Нова-6». Неожиданно оказывается, что Драгович — предатель и состоит в сговоре со Штайнером. Чтобы избавиться от свидетелей, он тестирует разработку Штайнера на собственных солдатах. Петренко погибает, такая же участь ожидает и Резнова, но внезапно на корабль нападают британские коммандос, также охотившиеся за немецким супероружием. В результате Резнову удаётся затопить корабль вместе с «Новой-6», чтобы это оружие не досталось никому, но его ловят и отправляют в лагерь в Воркуте.
В лагере Мэйсон и Резнов устраивают восстание заключённых и совершают побег. Пытаясь задержать преследователей, Резнов пропадает без вести, а Мэйсон благополучно выбирается из лагеря.
Месяц спустя Мэйсон встречается в Пентагоне с президентом США Джоном Кеннеди, который даёт разрешение на устранение Драговича. Во время разговора с президентом Мэйсон испытывает галлюцинации, ему кажется, что он должен убить Кеннеди, но он сохраняет контроль над собой.
13 ноября 1963 года. Мэйсона, Вудса и Боумена отправляют в Казахстан на космодром Байконур для подрыва советской космической программы и уничтожения группы «Восхождение» — нацистских учёных, получивших убежище в СССР после Второй мировой войны. Во время операции агент ЦРУ Григорий Уивер попадает в плен и выясняется, что на космодроме находятся Драгович и Кравченко. Команда спасает Уивера и уничтожает космический корабль «Союз-2», но Драговичу и Кравченко удаётся сбежать.
Проходит 5 лет. 1968 год. В составе спецподразделения для наблюдения за участием СССР в войне во Вьетнаме Мэйсон, Вудс и Боумен, а также куратор Мэйсона в ЦРУ Джейсон Хадсон принимают участие в обороне Кхесани. Во время Тетского наступления агенты направляются в Хюэ для встречи с русским перебежчиком, имеющим информацию о Драговиче и его планах атаковать Запад. Перебежчиком оказывается Виктор Резнов.
Выясняется, что Драгович планирует при помощи «Новы-6» нанести удар по США. Подготовкой к нападению занимается Кравченко, который на территории Вьетнама испытывает образцы отравляющего газа на мирном населении. После того, как американские войска сбивают перевозивший «Нову-6» советский самолёт над территорией Лаоса, туда отправляются Мэйсон, Вудс и Боумен. Операция проваливается: на месте крушения самолёта «Нову-6» обнаружить не удаётся, а группу захватывают в плен вьетнамские войска.
В это же время Хадсон и Уивер находятся в Коулуне, Гонконг. Напарники находят и допрашивают доктора Кларка, который вместе со Штайнером воссоздал и усовершенствовал «Нову-6». Кларк рассказывает, что Штайнер производит «Нову-6» на секретной фабрике, расположенной на горе Ямантау в Южном Урале. На агентов нападают люди Драговича, в бою с которыми Кларк погибает. Группа Хадсона отправляется в Ямантау, где на фабрике получает сигнал от Штайнера. Тот сообщает, что находится в лаборатории на острове Возрождения в Аральском море. Драгович заметает следы, убивая всех, кто причастен к проекту «Нова-6», и Штайнер согласен сотрудничать с ЦРУ в обмен на безопасность.
Тем временем во вьетнамском плену погибает Боумен, который отказался играть в русскую рулетку. Вудс и Мэйсон совершают побег, захватывают вертолёт и высаживаются на базе Кравченко, расположенной в джунглях. Во время атаки на базу Мэйсон освобождает находящихся там заключённых, одним из которых оказывается Виктор Резнов. На командном пункте базы Вудс и Мэйсон вступают в схватку с Кравченко. Тот пытается подорвать себя и агентов гранатой, но Вудс, спасая Мэйсона, жертвует собой. Узнав о местоположении Штайнера, Мэйсон и Резнов отправляются на остров Возрождения.
На острове Возрождения события достигают кульминации. Лабораторию одновременно атакуют группа Хадсона с одной стороны, и Мэйсон c Резновым — с другой. Целью обеих групп является Штайнер. Мэйсон успевает добраться до учёного первым. После короткого разговора Резнов убивает Штайнера. В это же время Хадсон, который опоздал на несколько минут, видит абсолютно другую картину: Мэйсон, рядом с которым никого нет, называет себя Виктором Резновым и сам убивает Штайнера. Хадсон и Уивер обезоруживают Мэйсона и помещают его в комнату допроса. Накачав специальными препаратами, они заставляют его прослушивать числовые последовательности. Мир находится на пороге войны, и Мэйсон является единственным ключом, позволяющим раскрыть планы Драговича.
Хадсон (уже в 1968 году, в комнате допроса) освобождает Мэйсона, и тот вспоминает всё: на Воркуте Драгович пытался сделать из него «спящего агента», внедрив в его разум специальную программу. Сигнал номерной радиостанции должен был активировать программу, целью которой было убийство президента Кеннеди. Но сила воли Мэйсона оказалась сильнее, чем предполагалось изначально, а Резнов изменил программу: теперь Мэйсон вместо Кеннеди должен был убить Драговича, Кравченко и Штайнера, чтобы Резнов был отмщён. Видения Мэйсона были вызваны раздвоением личности: настоящий Виктор Резнов погиб в Воркуте во время побега и никогда не был в ранее перечисленных операциях. Прослушав числовую последовательность ещё раз, Мэйсон понимает, что передатчиком является советский корабль «Русалка», который он видел на Кубе, когда попал в плен после неудачного покушения на Кастро.
К рассвету, агенты начинают массированную атаку на «Русалку», чтобы положить конец Драговичу и его планам. Выясняется, что под кораблём находится секретная база снабжения подводных лодок и именно на ней расположена номерная радиостанция. Прорвавшись на базу, Хадсон и Мэйсон находят Драговича. Перед тем как Мэйсон душит его, происходит короткий разговор, в котором на фразу Мэйсона: «Ты пытался заставить меня убить своего же президента!», которую тот произносит в процессе борьбы, Драгович ироничным тоном спрашивает: «Пытался?». Вызванные Хадсоном ВМС США разрушают комплекс, Хадсон и Мэйсон всплывают на поверхность и пред ними предстаёт военный парад, состоящий из кораблей ВМС США, вертолётов CH-46 «Sea Knight» и истребителей, пролетающих и исполняющих красивые манёвры. Уивер празднует победу, но Мэйсон, помня слова Драговича, не уверен в этом.
Показывается архивная видеозапись, созданная перед убийством Кеннеди, в то время как диктор произносит цифры, а Мэйсон поясняет значение некоторых из них. После повторного проигрывания видео, появление Мэйсона в толпе рядом с президентом, а также последние слова Драговича подсказывают, что агент всё же выполнил свою первоначальную программу.

## Зомби режим
Долгое время после анонса Call of Duty: Black Ops игровая общественность задавалась вопросом, будет ли в новой игре студии Treyarch представлен полюбившийся многим игрокам режим борьбы с зомби, впервые представленный разработчиком в Call of Duty: World at War. Во всех интервью представители студии избегали отвечать на вопросы, связанные с этим режимом.
В начале августа 2010 года появилась информация о том, что 4 карты для борьбы с зомби из Call of Duty: World at War будут доступны тем, кто оформит предзаказ на лимитированные издания Call of Duty: Black Ops. Впервые косвенная информация о том, что режим полноценно вернётся в игру, появилась 27 сентября 2010 года, когда издатель BradyGames, подготавливающий книгу о прохождении игры, тактиках в многопользовательской игре, в пресс-релизе сообщил о наличии в книге информации о борьбе с зомби.
28 сентября 2010 года в тизере к игре были замечены зомби, которых засняли камеры слежения, что так же было расценено как косвенный факт наличия полюбившегося режима в игре.
Днём позже, 29 сентября 2010 года, руководитель студии Марк Ламия (англ. Mark Lamia) официально подтвердил, что режим борьбы с зомби вернётся в новом обличии, сказав: «Режим борьбы с зомби так понравился нашим игрокам, что мы решили вернуть его в нашу игру с совершенно новыми фишками» (англ. Zombies have been such a hit with our community that we were committed to bringing brand new zombie experiences to Call of Duty: Black Ops). Так же он добавил: «Мы особенно тщательно занимались сохранением фирменного стиля этого режима, но в то же время позаботились и о сюрпризах для фанатов» (англ. We’ve taken extra special care to retain the essential ingredients of our Zombie game, and have also crafted a nice surprise for the fans). Менеджер студии по связям с общественностью Джош Олин (англ. Josh Olin) в своём журнале twitter написал: «Я знаю, что у вас накопилось много вопросов по режиму борьбы с зомби. Впереди у нас размещение более подробной информации и видео о нём.».
5 октября 2010 года руководитель студии Марк Ламия (англ. Mark Lamia) в интервью ресурсу GameTrailers рассказал, что в игре изначально будет доступен как минимум один уровень, на котором можно будет играть против зомби. Так же Марком было подтверждено, что в данный режим можно играть на одной консоли с разделённым экраном телевизора.
1 ноября 2010 года стало известно, что главными героями, одним из которых может управлять игрок, в совместной игре в режиме борьбы с зомби являются: Джон Кеннеди, Ричард Никсон, Фидель Кастро и Роберт Макнамара.
С развитием режима «зомби» и выходом новых карт в игру добавляются новые виды оружия, перки, карты, ловушки для зомби, враги, а также бонусы, выпадающие с убитых врагов.
Изначально в игре доступны три зомби карты:
- Театр смерти (нем. Kino der Toten) — доступна с самого начала игры. Главные герои — старые знакомые из двух последних карт зомби-модификации Call of Duty: World at War. Судя по комиксу при загрузке карты, четвёрку героев после телепортации на карте Der Riese перебросило в 60-е годы (время действия Call of Duty: Black Ops).
- «Пять» (англ. Five) — доступна после прохождения кампании. На этой карте игрокам предстоит оборонять Пентагон. Главные герои — Джон Кеннеди, Ричард Никсон, Фидель Кастро и Роберт Макнамара.
- Дохлые герои (англ. Dead Ops Arcade) — секретная карта, для её активации нужно в главном меню зажать «пробел» на несколько секунд, тогда Мэйсон освободится (и получит Steam-достижение), и сможет походить по комнате. Затем нужно подойти к компьютеру за креслом и чтобы поиграть в Дохлых героев нужно ввести начала DOA. Эта игра напоминает старые платформеры и некоторые современные игры, например Alien Swarm или Crimsonland.

На первых двух классических картах геймплей почти полностью повторяет аналогичный режим в Call of Duty: World at War.
Дополнительные карты:
- Восхождение (англ. Ascension) — доступна после покупки и установки первого дополнения для игры. Действие происходит на советском космодроме[31]. Главные герои — четвёрка из Call of Duty: World at War, которые так же фигурируют при игре на карте Театр смерти.
- Зов мертвецов (англ. Call of the Dead) — доступна после покупки и установки второго дополнения для игры. Действие происходит на съёмочной площадке в тундре под руководством Джорджа Ромеро[32], который в итоге становится самым главным противником игроков на этой карте. Специально для этой карты группа Avenged Sevenfold записала трек «Не готовы умереть» (англ. Not Ready to Die), который почти сразу же стал доступен для покупки в iTunes[33]. Главными героями являются актёры, снимающиеся в фильме Ромеро — Сара Мишель Геллар, Роберт Инглунд, Дэнни Трехо и Майкл Рукер.
- Шангри-Ла (англ. Shangri-La) — доступна после покупки и установки третьего дополнения для игры. Действие происходит в вымышленной стране Шангри-Ла.
- Луна (англ. Moon) — доступна после покупки и установки четвёртого дополнения для игры. Действие происходит на космической базе на Луне.

1 декабря 2011 года режим борьбы с зомби (включая аркаду «Дохлые герои») выходит в виде отдельного приложения для iOS и поддерживает устройства третьего поколения: iPhone, iPod Touch, iPad. Режим борьбы с зомби в версии для смартфонов серии Xperia компании Sony становится доступным в начале августа 2012 года, а в версии для остальных смартфонов на базе Android — в начале сентября 2012 года.

## Типы издания

Внешний вид упаковки Prestige Edition издания Call of Duty: Black Ops

29 июля 2010 года появилась информация о том, что Call of Duty: Black Ops так же, как и Call of Duty: Modern Warfare 2, будет доступна в трёх изданиях (для консолей Playstation 3 и Xbox 360):
- Обычное
- Hardened
- Prestige

Состав каждого из изданий в тот день обнародован не был.
Официальное представление коллекционных изданий и их составов было сделано 12 августа 2010 года:

Содержимое Prestige Edition издания Call of Duty: Black Ops

Состав Hardened Edition (стоимость $79.99):
- диск с игрой Call of Duty: Black Ops;
- железный кейс для хранения игры;
- медаль Call of Duty: Black Ops;
- 4 дополнительные карты для режима игры с зомби из Call of Duty: World at War
- военная одежда в стиле Call of Duty: Black Ops для Xbox Live и Playstation 3.

Состав Prestige Edition (стоимость $149.99):
- диск с игрой Call of Duty: Black Ops;
- железный кейс для хранения игры;
- медаль Call of Duty: Black Ops;
- 4 дополнительные карты для режима игры с зомби из Call of Duty: World at War
- военная одежда в стиле Call of Duty: Black Ops для Xbox Live и Playstation 3;
- радиоуправляемая модель машины со встроенным микрофоном и камерой;
- 2 дисплея для приёма видео- и аудиосигналов от машины;
- дистанционный пульт управления машиной;
- подставка для машины.

На официальном канале серии игр Call of Duty на Youtube также был выложен ролик с рекламой Prestige Edition издания.
14 августа 2010 года появилась информация, что 4 дополнительными картами для совместного прохождения, входящими в состав Hardened и Prestige изданий, будут карты с зомби из Call of Duty: World at War. В своём журнале twitter информацию подтвердил менеджер студии Treyarch по связям с общественностью Джош Олин (англ. Josh Olin).

### Издания Amazon.com и GameStop
Те покупатели, которые оформили предварительный предзаказ на Call of Duty: Black Ops в онлайн-магазине Amazon или в одном из магазинов GameStop, получают бонус к заказанной игре:
- для предзаказов на Amazon.com: плакат с изображением по мотивам игры и заставку на экран с тем же изображением;
- для предзаказов в GameStop: аватар для Xbox Live и Playstation 3.

### Издания для России
Издатель Call of Duty: Black Ops в России, студия «1С». Официально в России выходили версии для ПК и приставок Xbox 360, PlayStation 3 и версия для приставки Wii от Nintendo.

#### Xbox 360 и PlayStation 3
- Обычное издание (продаётся на русском языке)
- Hardened Edition (продаётся на английском языке)
- Prestige Edition (продаётся на английском языке)

#### ПК
- Обычное издание (в упаковке Jewel или DVD-box)
- Коллекционное издание:
  - DVD с игрой в особой упаковке;
  - руководство пользователя;
  - наклейка;
  - металлический браслет;
  - плакат.

### Издания для Японии
Издатель Call of Duty: Black Ops в Японии, студия Square Enix, сообщил, что для этой страны будут доступны две версии игры:
- с англоязычным озвучиванием и японскими субтитрами (дата выхода: 18 ноября 2010 года)
- с японскоязычным озвучиванием и английскими субтитрами (дата выхода: 16 декабря 2010 года)

Также позже стало известно, что в версиях для Японии будут удалены отрывающиеся при взрывах и выстрелах конечности людей.
3 ноября 2010 года объявлено, что локализованная субтитрами версия игры для Японии подвергнется дополнительной цензуре: изображения свастики будут заменены на железные кресты.

## Разработка и поддержка игры
| Системные требования | Системные требования                                                        | Системные требования                                                        |
| -------------------- | --------------------------------------------------------------------------- | --------------------------------------------------------------------------- |
|                      | Минимальные                                                                 | Рекомендуемые                                                               |
| Windows              |                                                                             |                                                                             |
| ОС                   | Windows XP, Windows Vista, Windows 7                                        | Windows XP, Windows Vista, Windows 7                                        |
| ЦПУ                  | Intel Core2 Duo E6600 или AMD Phenom X3 8750                                | Intel Core2 Duo E6600 или AMD Phenom X3 8750                                |
| Объём ОЗУ            | 2GB и выше                                                                  | 2GB и выше                                                                  |
| Место на диске       | 12GB свободного пространства                                                | 12GB свободного пространства                                                |
| Видеокарта           | 256MB NVIDIA GeForce 8600GT или ATI Radeon X1950Pro с поддержкой Shader 3.0 | 256MB NVIDIA GeForce 8600GT или ATI Radeon X1950Pro с поддержкой Shader 3.0 |
| Звуковая плата       | 100%-я DirectX 9.0c-совместимая звуковая карта                              | 100%-я DirectX 9.0c-совместимая звуковая карта                              |
| Сеть                 | Для активации игры и мультиплеера необходимо интернет-соединение            | Для активации игры и мультиплеера необходимо интернет-соединение            |
| Устройства ввода     | клавиатура, компьютерная мышь, геймпад                                      | клавиатура, компьютерная мышь, геймпад                                      |

### Хронология разработки игры
В самом начале мая 2009 года появились неподтверждённые сведения о том, что события Call of Duty 7 будут разворачиваться на Кубе, в Ираке и во Вьетнаме. Эта информация появилась на сайте «That VideoGame Blog», который получил её из «надёжных источников». Стало известно также, что разработкой игры занимается Treyarch.
13 мая 2009 года появилась новая информация о том, что идёт разработка новой части серии Call of Duty. Дэвид Ким (англ. David Kim), ведущий дизайнер анимации студии Treyarch, на своей личной странице в сети LinkedIn разместил сообщение о том, что работает над Call Of Duty 7: «В настоящее время я тружусь над своей второй игрой на должности старшего аниматора. Работаю над Call Of Duty 7 вместе с Activision/Treyarch».
Первое официальное упоминание о выходе игры в 2009 году сделано 5 ноября 2009 года во время представления финансового отчёта за третий квартал 2009 года. Финансовый директор компании Activision Томас Типпл (англ. Thomas Tipple) заявил, что в 2010 году издатель выпустит и новую часть серии Call of Duty.
В декабрьском номере печатного журнала «Playstation: The Official Magazine» присутствовала статья под названием «The Secret Games of 2010» (рус. Секретные игры 2010 года), которая описывала крупные неанонсированные игры, готовящиеся к выходу в 2010 году. Среди этих игр присутствовала и Call of Duty 7.
11 февраля 2010 года президент и CEO компании Activision Майк Гриффит (англ. Mike Griffith) сообщил во время пресс-конференции, на которой обсуждались результаты прошедшего календарного года, что компания не ожидает от седьмой части серии Call of Duty повторения успеха игры Call of Duty: Modern Warfare 2, так как в 2010 году у игры будет больше соперников. «В этом году конкуренция будет более жестокой и мы не надеемся повторить успех Modern Warfare 2. Впрочем, мы все равно возлагаем большие надежды на новую игру, так как в 2009 году армия поклонников Call of Duty значительно выросла», — заявил Гриффит. Среди главных соперников называются Medal of Honor, Battlefield: Bad Company 2 и Halo: Reach.
19 февраля 2010 года на игровом сайте VG247 размещены новые подробности о ходе разработки игры. В этот раз стала доступна информация о подборе актёров для озвучивания Call Of Duty 7. Эта информация также подтвердила существовавшие ранее догадки о том, что новая часть серии Call of Duty будет связана с Вьетнамом — в описании одного из главных героев можно найти упоминание о его службе в этом регионе. Также из документа, описывающего требования к голосам главных героев, стали доступны их имена и характеристики:
- Фрэнк Барнс (англ. Frank Barnes) — закалённый ветеран Второй мировой войны, возраст — около 50 лет. Американец. (требования к тембру голоса: похожесть на голос Дж. К. Симмонса, Джорджа Бэйли или Томми Ли Джонса).
- Джозеф Льюис (англ. Joseph Lewis) — самый молодой член команды Фрэнка, был рождён и вырос в Новом Орлеане, возраст — около 30 лет. Афроамериканец.
- Джейсон Хадсон (англ. Jason Hudson) — имеет более 15 лет выслуги в армейских подразделениях, пользуется большим доверием в ЦРУ, был рожден в Вашингтоне, возраст — около 35 лет. Европеоид.
- Кристина Иванова (англ. Kristina Ivanova) — была рождена в России, во время Второй мировой войны бежала с матерью в Соединённые Штаты Америки. Отличная успеваемость во время учёбы в Йельском университете привлекла агентов по найму из ЦРУ, которые увидели в ней большой потенциал в качестве агента ЦРУ. Отлично владеет английским и русским языками. Возраст — около 30 лет.

2 марта 2010 года Activision подтвердила, что в 2010 году новую часть серии Call of Duty разрабатывает Treyarch, а в 2011 году это будет не Infinity Ward, а Sledgehammer Games — совершенно новая студия. В то же время было также подтверждено, что загружаемый контент для Call of Duty: Modern Warfare 2 разрабатывает Infinity Ward.
19 марта 2010 года стало известно полное название игры — Call of Duty 7: Black Ops. Также появилась дополнительная информация об игре:
- релиз игры запланирован на ноябрь 2010 года (в апреле 2010 года стала известна точная дата выхода игры: 9 ноября 2010 года);
- временной отрезок, в котором развиваются события, находится между второй мировой войной и нашими днями;
- некоторые миссии будут проходить на Кубе, что намекает на то, что холодная война и война во Вьетнаме будут фигурировать в сюжете;
- в игру вернётся режим борьбы с зомби из Call of Duty: World at War (более известная как CoD 5), имеющий название Nazi Zombies;
- в версию для PC вернутся выделенные сервера.

3 апреля 2010 года появилась следующая порция информации о готовящейся к выходу игре. Она была собрана с форумов, на которых разработчики из Treyarch общаются с игроками (разработчики внимательно читают всё, что им предлагают в качестве идей игроки). Стало известно, что:
- в игре возможно появятся серии убийств (англ. killstreak rewards), настраиваемые индивидуально для каждого созданного класса;
- награды за серии убийств будут сохраняться при смерти игрока, но убийства, полученные при использовании этих серий, не будут вноситься в зачёт для получения следующей серии убийств;
- разработчикам из Treyarch не нравится перк командо, поэтому игроки вряд ли увидят его в Call of Duty 7: Black Ops;
- разработчики пытались ввести в игру управляемую игроком сторожевую пушку (англ. Sentry Gun), но результат их не удовлетворил;
- в качестве дополнительного оружия возможно будут доступны только пистолеты и ракетницы, так как по мнению разработчиков из Treyarch дробовики и автоматические пистолеты в виде дополнительного оружия дают большее преимущество использующему их игроку перед теми, кто их не использует;
- возможно нож также будет в списке дополнительного оружия, то есть не будет доступен по умолчанию, как это было в предыдущих играх Call of Duty;
- в игре не будет ядерного взрыва в виде награды за серию убийств, так как разработчикам не нравится награда, которая преждевременно заканчивает бой.

30 апреля 2010 года руководитель студии Treyarch Марк Ламия (англ. Mark Lamia) сообщил, что в Call of Duty: Black Ops помимо однопользовательского и многопользовательского режима игры запланирован кооперативный, впервые представленная в серии Call of Duty в игре Call of Duty: World at War.
1 мая 2010 года сеть магазинов GameStop начала принимать предзаказы на Call of Duty: Black Ops. Сюрпризом стал следующий факт — в предзаказе недоступна версия игры для консоли Wii. Все предыдущие игры, которые студия Treyarch разрабатывала для приставок седьмого поколения, выходили на всех консолях: Playstation 3, Xbox 360, Wii и также в версии для PC. 11 мая 2010 года компания Activision заявила, что Call of Duty: Black Ops будет также доступна и для консоли Wii, версия для неё поступит в продажу в тот же день, что и для других консолей — 9 ноября 2010 года.
6 мая 2010 года Роберт Котик (англ. Robert Kotick) отметил, что Call of Duty: Black Ops будет сюрпризом для миллионов поклонников игр серии Call of Duty, а Томас Типпл (англ. Thomas Tippl) добавил, что игра предоставит игрокам экстраординарные возможности в многопользовательской игре.
10 мая 2010 года появилась информация о том, что в игре будет присутствовать кооперативный режим для четырёх игроков.
14 мая 2010 года студия Treyarch подтвердила, что в версии для PC будет использоваться система выделенных серверов.
16 мая 2010 года студия Treyarch поделилась очередной порцией информации о своей игре:
- в некоторых миссиях игрок будет сражаться против Северной Вьетнамской армии;
- игрок будет выступать в роли бойца крайне секретного отряда, состоящего из лучших из лучших и находящегося вне контроля системы;
- в игру вернётся транспорт, но не в том виде, в котором он был представлен в Call of Duty: World at War;
- в игре будет присутствовать отдельный кооперативный режим (представитель Treyarch сменил тему разговора, когда у него спросили будет ли это режим борьбы с зомби, который пользовался большой популярностью в Call of Duty: World at War);
- обсуждается возможность выпуска многопользовательского режима бета-версии игры;
- студия Treyarch уделяет особое внимание к качеству многопользовательской игры и даже открыто признала наличие ошибок в Call of Duty: World at War, которые так портили впечатление от мультиплеера;
- были внесены изменения в сетевой код, которые позволяют облегчить сбор друзей в одной игре;
- разработка многопользовательской игры была начата настолько рано, что некоторые локации для однопользовательской игры были взяты из многопользовательских уровней;
- новая система создания классов позволит достигнуть совершенно нового уровня персонализации игрока: можно будет выбирать не только перки, но и изменять внешний вид игрока.

14 июня 2010 года на выставке Electronic Entertainment Expo в Лос-Анджелесе представлен геймплей одиночной кампании.
28 июня 2010 года опубликованы подробности изменений, которые коснулись графической составляющей игры, также были размещены скриншоты, позволяющие оценить проделанные изменения:
- полностью переработана система освещения;
- в игре теперь используются потоковые текстуры, что позволяет создавать большие уровни с открытым пространством и максимально детализированные модели игроков;
- большим изменениям подверглась физическая модель.

9 августа 2010 года впервые продемонстрирован геймплей многопользовательской игры.
23 августа 2010 года представитель студии Treyarch подтвердил, что для пользователей версии Call of Duty: Black Ops будет выпущен редактор, который позволит игрокам создавать модификации для игры. Функционал редактора описан не был, но было сказано, что он станет доступен после официального выхода игры.
В одном из интервью на выставке Gamescom менеджер студии Treyarch по связям с общественностью Джош Олин (англ. Josh Olin) сказал, что Call of Duty: Black Ops — игра для взрослых, поэтому студия не пыталась спрятать то, что на самом деле происходит на войне. Эти подробности погружают игрока в атмосферу действия, управляют его эмоциями.
11 сентября 2010 года Activision и Treyarch объявили, что эксклюзивным поставщиком выделенных игровых серверов для игры Call of Duty: Black Ops будет компания GameServers.
29 сентября 2010 года руководитель студии Марк Ламия (англ. Mark Lamia) официально подтвердил, что режим борьбы с зомби вернётся в игру.
30 сентября 2010 года в сеть попала информация о списке достижений/трофеев.
1 октября 2010 года студией Treyarch выпущен отдельный трейлер, посвящённый возможностям персонализации игрока.
5 октября 2010 года руководитель студии Марк Ламия (англ. Mark Lamia) в интервью ресурсу GameTrailers рассказал о том, что Call of Duty: Black Ops поддерживает 3D.
10 октября 2010 года анонсирован новый трейлер, посвящённый одиночной кампании в игре Call of Duty: Black Ops. В анонсе говорится, что трейлер будет показан 11 октября 2010 года во время трансляции игры в американский футбол между командами Minnesota Vikings и New York Jets. Сам же трейлер был выложен на официальном канале YouTube серии игр Call of Duty 6 октября 2010 года.
11 октября 2010 года на официальном сайте серии игр Call of Duty выложен материал о подготовке Prestige edition издания игры Call of Duty: Black Ops.
12 октября 2010 года на сайте G4TV выложено видео-презентация мультиплеерной карты под названием «Джунгли» (англ. Jungle) с комментариями руководителя студии Марка Ламии (англ. Mark Lamia).
14 октября 2010 года на официальном сайте серии игр Call of Duty выложено интервью с руководителем разработки мультиплеера Call of Duty: Black Ops Девидом Вандерхааром (англ. David Vonderhaar), работающим на играми серии начиная с Call of Duty 2: Big Red One. Девид рассказал, что с первого дня начала разработки он был сфокусирован только на многопользовательской составляющей игры: система COD points, система заданий, система респаунов, пользовательский интерфейс и многое другое. Введение в игру COD Point было вызвано желанием дать игроку больший контроль над игрой — игрок может покупать то оружие, которое ему нравится, а не то, которое ему открывается автоматически при достижении определённого уровня. С введением своеобразной валюты в игре необходимо было реализовать механизмы для возможности заработать эту валюту — отсюда появились матчи-ставки (англ. Wager Matches), в которых нельзя играть командой, а каждый игрок играет сам за себя, борясь за приз в виде определённого количества COD Points, Девид так же заметил, что разработчики являются большими поклонниками покера, что помогло им родить данную идею. Более обширная кастомизация персонажей, — это то, что игровое сообщество просило на протяжении долгого времени, наконец-таки была введена в Call of Duty: Black Ops.
15 октября 2010 года очередной эпизод (эпизод 410) на портале GameTrailers практически полностью был посвящён игре Call of Duty: Black Ops. Были показаны ранее не показанные отрывки видео из одиночной кампании, видео о motion capture и была представлена ещё одна карта для многопользовательской игры — Гавана (англ. Havana).
17 октября 2010 года в дополнительном выпуске к эпизоду 410 под названием Bonus Round портала GameTrailers, посвящённому игре Call of Duty: Black Ops, показали первую часть интервью с представителями студии Treyarch: Дейв Энтони (англ. Dave Anthony), Джош Олин (англ. Josh Olin) и Девид Вандерхаар (англ. David Vonderhaar). Интервью получилось очень длинным, поэтому было разбито на 3 части. В первой части разговор шёл про трейлеры, которые студия выпускала: что создатели хотели показать в том или ином видео. Была затронута тема режима борьбы с зомби и принципы построения одиночной кампании игры. Оставшиеся 2 части интервью выложены 24 и 31 октября соответственно.
19 октября 2010 года анонсированы системные требования к PC для игры Call of Duty: Black Ops. 21 октября 2010 года эта информация была официально подтверждена представителем студии Treyarch.
22 октября 2010 года на официальном форуме игры размещена информация о количестве уровней игрока и уровней престижа. В Call of Duty: Black Ops максимальный уровень игрока — 50, максимальный уровень престижа — 15 (изображения эмблем всех 15 уровней престижа опубликованы 11 ноября 2010 года).
26 октября 2010 года раскрыто имя протагониста игры — Алекс Мейсон (англ. Alex Mason). Представитель студии Treyarch рассказал о том, что создатели игры хотели, чтобы игрок сразу же проникся главным героем и привязался к нему с самого начала. Так же было отмечено, что впервые в серии Call of Duty была проделана такая огромная работа над эмоциональной составляющей главного героя.
27 октября 2010 года в американском блоге Playstation Джош Олин (англ. Josh Olin) опубликовал статью с некоторыми малоизвестными фактами о готовящейся к выходу игре применительно к консоли Playstation 3 (позже эта же статья была опубликована на официальном сайте серии игр Call of Duty):
- в режиме Split screen возможно играть в сетевую игру. Второй подключившийся игрок так же зарабатывает очки, переходит на новые уровни;
- пользовательские игры могут быть максимально кастомизированы: для игр можно определить набор разрешённых перков, оружия, ограничение по времени/очкам. Созданными играми можно делиться с друзьями и игровым сообществом;
- встроенный в игру новый список друзей позволит просматривать данные об играх, в которые играли друзья, статистику, созданные друзьями режимы игр. Приглашение в команду так же можно отправить из интерфейса игры. Джош Олин утверждает, что процесс приглашения друзей и входа в игры друзей в Call of Duty: Black Ops будет самым простым из всех, что были ранее;
- в игре будет присутствовать возможность установки региональных фильтров: игрок может выбрать хочет ли он играть с любыми доступными игроками, либо только с теми, которые находятся ближе всего к нему. Вход в уже идущую игру так же улучшен и будет максимально простым для пользователя. Собирающий команду человек имеет возможность выставить условия к присоединяющимся игрокам: только по приглашению, только люди из списка друзей, либо вообще закрыть команду от добавления новых игроков;
- при переходе от одного уровня престижа к другому созданные игроком эмблемы не сбрасываются и их не нужно будет создавать заново.

27 октября 2010 года опубликован полный список названий карт для многопользовательской игры.
1 ноября 2010 года выпущен ещё один официальный трейлер игры.
2 ноября 2010 года игра получила рейтинг 18 от организации BBFC.
3 ноября 2010 года объявлено, что хедлайнером на мероприятии (целью мероприятия было собрать 1 000 000 долларов США, что в итоге и удалось сделать) по сбору средств в фонд, созданный Activision для помощи в возвращении служивших и воевавших людей к нормальной жизни, выступит группа Metallica.
4 ноября 2010 года на официальном сайте серии игр Call of Duty размещено подробное описание награды за серию убийств под названием «Ракеты „Валькирия“».
5 ноября 2010 года продемонстрирован первый официальный рекламный ролик с игрой, в котором принимают участие артисты, а не нарезки из игры. В ролике участвуют: Коби Брайант и Джимми Киммел.
8 ноября 2010 года опубликована агенда мероприятия официального запуска игры, проводимого в тот же день, в Англии. Согласно информации о мероприятии оно будет длиться больше 5 часов и будет транслироваться в прямом эфире на отдельном сайте.
8 ноября 2010 года опубликовано видео распаковки Hardened Edition версии игры Call of Duty: Black Ops.
8 ноября 2010 года выложено видео первых 13 минут прохождения одиночной кампании Call of Duty: Black Ops, в ходе которой группа убивает молодого Фиделя Кастро. Запись сделана на камеру, а не напрямую с приставки. 10 ноября 2010 года кубинское издание Cubadebate разместило статью с осуждением данного эпизода в игре: «То, что C.I.A. не удалось сделать в реальной жизни более чем за 50 лет, они теперь пытаются проделать виртуально. С одной стороны они восхваляют нелегальные попытки убийства, спланированные и предпринятые правительством США, а с другой стороны — стимулируют в детях социопатное поведение».
9 ноября 2010 года игра Call of Duty: Black Ops поступила в продажу. В первые дни после начала продаж, игроки на платформе PC жаловались на сильные лаги.
10 ноября 2010 года представители студии Treyarch заявили, что игроков, которые будут неоднократно пойманы на читерстве, будут банить.
14 апреля 2011 года сообщено, что в мае 2011 будет выпущен редактор для создания собственных уровней для PC.
27 мая 2011 года в игру добавлена поддержка модификаций. Сами инструменты для создания модификаций выпущены 28 июня 2011 года.
29 июня 2012 года объявлено, что игра станет доступна и для пользователей платформы Apple. Портированием игры занимается студия Aspyr Media (уже занималась созданием портов Call of Duty 2 и Call of Duty 4: Modern Warfare). Все вышедшие 4 дополнения к игре (карты для многопользовательской игры и для режима борьбы с зомби) также будут доступны для этой платформы. Ожидаемая дата выхода — осень 2012 года.

### Официальный анонс

Сцена из официального трейлера игры

28 апреля 2010 года на сайте GameTrailers появилась информация о том, что в пятницу 30 апреля 2010 года будет представлен официальный анонс следующей части серии Call of Duty.
30 апреля 2010 года стал доступен официальный сайт игры и точная дата релиза: 9 ноября 2010 года. 1 мая 2010 года на официальном сайте игры был выложен дебютный трейлер игры.
15 мая 2010 года менеджер студии Treyarch по связям с общественностью Джош Олин (англ. Josh Olin) объявил, что официальный трейлер, раскрывающий суть игры и демонстрирующий игровой процесс, будет показан 18 мая 2010 года во время трансляции финала Восточной конференции NBA на канале ESPN. Специально для этой презентации был приготовлен ещё один видеоролик, который был выложен на портале IGN.
18 мая 2010 года после демонстрации нового трейлера по каналу ESPN ролик был выложен на официальном сайте игры.

## Сюжет версииNintendo DS
14 марта 1968 года. Главный герой Майкл Шоу рассказывает своему начальнику о том, что произошло с ним во время за последние несколько лет. Шоу рассказывает как он и Алекс Мэйсон попали в плен к кубинцам. В 1967 году начальство провело операцию по освобождению Мэйсона и Шоу. В спасательную операцию входили Капитан Паттерсон и Томас Хейс, но их плохо проинформировали. Мэйсона и Шоу отправили в разные тюрьмы и Шоу не знал где находится Алекс. Один заключённый знал что в тюрьме находится радио и проинформировал Майкла. Шоу выбрав момент нападает на охранника и отбирает его оружие. Когда Майкл Шоу нашёл радио, он связался с спасательной группой, которая находится в нескольких километрах от него. Шоу отправляется к горной местности, а спасательная группа захватывает вертолёт и пробивается к Майклу. Спасательная группа подбирает Майкла и улетает. Также Шоу рассказал, что Мэйсон через некоторое время сбежал сам. Действие игры переходит в 1968 год. Майкл рассказывает о целях своей миссии во Вьетнам. Его группе было положено найти советское биологическое оружие (Нова-6). Группа уничтожает несколько вьетнамских солдат, но команда обнаруживает туннель. Капитан Паттерсон приказывает Шоу зачистить туннель. После того, как Майкл зачищает туннель, отряд объединяется. Один из членов отряда Юрий Раслов рассказывает свою историю, как он выполнял свою миссию в Афганистане.
21 ноября 1963 года советский спецназ отправился в Афганистан, чтобы убить одного влиятельного чиновника СССР и Афганистана. Когда Юрий его убивает из СВД, на спецназ нападает большое количество повстанцев. Команда с боем продвигается к реке и находит катер. Спецназовцы сели на катер, но оставили Юрия одного, с ножом и парой гранат. Юрий прорывается в город где находит обороняющихся Мэйсона и сержанта Дженкинса (повстанцы подумали что они убили чиновника). Раслов помогает американцам и с ними уезжает на грузовике. История возвращается во Вьетнам. К команде прилетел вертолёт чтобы найти биологическое оружие. Вертолёт пробивается вперёд уничтожая башни, лодки и конвои, но вертолёт сбили и он разбивается. Шоу с командой садится на катер. Они поплыли в верх по реке. Команда пробыла во Вьетнаме несколько недель. Вскоре командир приказал Шоу садиться за пулемёт судна чтобы помочь наземным силам. Команда решает передохнуть в сарае и пойти на задание с наступлением темноты. Они уничтожив несколько вьетнамских солдат садятся на вертолёт и отправляются уничтожить ещё одну базу вьетнамцев. После вызова авиаудара по базе, команда уничтожает оставшихся в живых солдат. В это время капитан Дэвид Вэнс похищает советский истребитель с биологическим оружием и прорывается к американским войскам. Шоу с командой отправляются в СССР. Там им приказали уничтожить завод по производству Новы 6. Когда Шоу уничтожил завод ему сообщили что недалеко находится подводная лодка с Новой 6. Он отправляется к ней. Майкл пробрался в подводную лодку и убил всех моряков. Майкл поставил взрывчатку и стал пробиваться через остатки советских войск, когда он вылез из подлодки, его подобрала команда. Подводная лодка взорвалась. На этом Майкл Шоу закончил свой рассказ.

### Бета-версия
Менеджер студии Treyarch по связям с общественностью Джош Олин (англ. Josh Olin) неоднократно писал, что все спекуляции на тему публичной бета-версии Call of Duty: Black Ops являются вымыслом до тех пор пока он официально не заявит о существовании планов на бета-версию. Но в день официального анонса мультиплеер части игры в сети появилась информация о том, что бета-версия всё-таки существует, в качестве доказательства даже был представлен скриншот, на котором отображён процесс скачивания файла бета-версии. В тот же день представитель Activision заявил, что данные слухи не соответствуют действительности, но никак не прокомментировал скриншот, на котором видно загружающуюся демо версию.

### Демо версия
1 марта 2010 года демо версия одиночной кампании игры Call of Duty: Black Ops выложена в XBox Live, версия для консоли Playstation 3 стала доступна для скачивания чуть позже в тот же день.

### Наборы карт
14 мая 2010 года появилась информация, что пакеты карт для Call of Duty: Black Ops будет разрабатывать отдельная студия, нанятая Activision, — Raven Software. До этого пакеты карт подготавливались той же студией, что и разрабатывала игру, — Infinity Ward или Treyarch.
14 июня 2010 года было объявлено, что компании Microsoft и Activision подписали договор, согласно которому все дополнения, выпускаемые для игр серии Call of Duty и разрабатываемые студией Treyarch, сначала будут выходить эксклюзивно для консоли Xbox 360, а только спустя какое-то время для остальных платформ. Срок действия подписанного договора — 3 года.
19 декабря 2010 года объявлен первый пакет карт для консоли Xbox 360. Набор носит название «Первый удар» (англ. First Strike) и будет доступен для покупки начиная с 1 февраля 2011 года по цене 1200 Microsoft points в Xbox Live. О версии для Playstation 3 и PC ничего не сообщено. Первый пакет включает в себя:
- 4 новые карты для мультиплеера: Discovery — немецкая заброшенная исследовательская станция в Антарктике, Kowloon — карта, созданная на основе одного из уровней одиночной кампании Call of Duty: Black Ops, китайский квартал на полуострове Коулун, Stadium — хоккейный стадион в Нью-Йорке, Berlin Wall — Германия, Берлинская стена, битва между востоком и западом происходит на КПП Чарли;
- 1 новая карта для борьбы с зомби

1 февраля 2011 года первый пакет карт для консоли Xbox 360 становится доступным для покупки и скачивания. Установка этого обновления добавляет 4 достижения, которые игрок может записать в свой актив.
9 февраля 2011 года становится известна дата выхода первого пакета карт для консоли Playstation 3 — 3 марта 2011 года.
3 марта 2011 года первый пакет карт для консоли Playstation 3 становится доступным для покупки и скачивания. Специально к выходу новых карт для консоли Playstation 3 студия Treyarch подготовила специальный трейлер-клип на движке игры под трек «Wind of Change» группы Scorpions. Установка этого обновления добавляет 4 трофея, которые игрок может записать в свой актив.
21 марта 2011 года объявлена дата выхода первого пакета карт для PC — 25 марта 2011 года.
24 марта 2011 года косвенно подтвердилась информация о том, что загружаемый контент для Call of Duty: Black Ops разрабатывается студией Raven Software. В вакансии дизайнера в описании деятельности студии указано: «Участие в блокбастер проекте Call of Duty».
25 марта 2011 года первый пакет карт для консоли PC становится доступным для покупки и скачивания. Так же только для этой платформы на следующие за датой выпуска дополнения выходные был включён режим получения двойного количества очков опыта.
5 апреля 2011 года в сети появился слух о готовящемся к выходу второму набору карт для игры Call of Duty: Black Ops для консоли Xbox 360. Набор носит название «Расширение» (англ. Escalation) и в него входят 4 новых мультиплеер карты (предварительные названия карт: «Зоопарк» (англ. Zoo), «Отель» (англ. Hotel), «Конвой» (англ. Convoy), «Склад» (англ. Stockpile) и 1 карта для борьбы с зомби. Дата выхода, которая была озвучена, — 3 мая 2011 года.
11 апреля 2011 года слухи о выходе второго набора карт для консоли XBox 360 официально подтверждены. Как и было известно раньше набор носит название «Расширение». Опубликована дополнительная информация о мультиплеерных картах. О новой карте для борьбы против зомби сказано только, что она будет присутствовать в этом обновлении, никаких больше подробностей сообщено не было:
- «Зоопарк» (англ. Zoo) — заброшенный советский зоопарк;
- «Отель» (англ. Hotel) — крыша кубинского отеля люкс и казино на ярком фоне Гаваны;
- «Конвой» (англ. Convoy) — попавший в засаду американский конвой;
- «Склад» (англ. Stockpile) — удалённая русская деревня, служащая складом оружия массового поражения.

20 апреля 2011 года состоялось официальное представление второго набора карт от студии Treyarch. Выложено видео с комментариями разработчиков и скриншоты со всех новых карт. Так же объявлено название новой карты для борьбы с зомби — «Зов мертвецов» (англ. Call of the Dead).
26 апреля 2011 года официально представлена новая карта для борьбы против зомби, которая войдёт во второй набор карт, под названием «Зов мертвецов» (англ. Call of the Dead). Представители студии Treyarch сообщили, что данным набором карт они хотят отдать дань великому создателю фильмов ужасов Джорджу Ромеро. Выпущен видео трейлер, показывающий часть новой карты и новых героев, за которых можно играть: Сара Мишель Геллар, Майкл Рукер, Роберт Инглунд и Дэнни Трехо. Сам же Джордж Ромеро так же присутствует в игре, но в какой именно роли из представленного ролика это до конца не ясно.
27 апреля 2011 года на официальный канал Call of Duty на YouTube выложен рекламный ролик второго набора карт. Также он выложен на официальный сайт игр серии.
28 апреля 2011 года представители студии Treyarch рассказали о добавлении нового плейлиста в игру. Плейлист специально сделан для тех, кто занимается киберспортом, и включает в себя ограничения, выставляемые MLG для проведения турнирных боёв:
- запрещено использование перков: Flak Jacket, Second Chance, Warlord;
- запрещено использование оружия: M72 LAW, РПГ-7, Стрела-3, Чайна Лейк;
- запрещено использование дополнительных модулей на оружие: ускоренная стрельба, подствольный гранатомёт, подствольный огнемёт;
- запрещено использование вспомогательных гранат: газ НОВА-6, отвлекающая граната, издающая звуки выстрелов.

30 апреля 2011 года в общий доступ в высоком разрешении выложен плакат к карте по борьбе с зомби из второго набора карта для игры Call of Duty: Black Ops, оформленный в виде афиши к фильму.
3 мая 2011 года второй пакет карт для консоли Xbox 360 становится доступным для покупки и скачивания. Установка этого обновления добавляет 5 достижений, которые игрок может записать в свой актив.
3 мая 2011 года опубликован вступительный ролик игры на карте для борьбы против зомби, в котором объясняется завязка сюжета.
5 мая 2011 года сотрудник студии Treyarch Джимми Зелински (англ. Jimmy Zielinski) рассказал, что к введению новых персонажей, за которых можно играть на новой карте по борьбе с зомби, их подтолкнул пользовательский интерес к карте из предыдущего набора, на которой можно играть за президентов. Также он повторил слова, озвученные ранее о том, что «Зов мертвецов» это дань «отцу зомби» Джорджу Ромеро.
19 мая 2011 года объявлена дата выхода второго набора карт для PC — 2 июня 2011 года.
2 июня 2011 года второй набор карт для PC становится доступным для покупки и скачивания.
3 июня 2011 года становится известна дата выхода второго пакета карт для консоли Playstation 3 — 10 июня 2011 года.
9 июня 2011 года, что на день раньше объявленной ранее даты, второй набор карт для Playstation 3 становится доступным для покупки и скачивания. Причина, по которой карты стали доступны для покупки раньше установленной даты выхода, не уточняется. Установка этого обновления добавляет 5 трофеев, которые игрок может записать в свой актив.
15 июня 2011 года в сеть попадает информация о готовящемся третьем наборе карт для Call of Duty: Black Ops. Набор носит название «Возмездие» (англ. Retaliation) и в него, как и в предыдущие два набора, входят 4 новых мультиплеер карты (предварительные названия карт: «Ангар 18» (англ. Hangar 18) скорее всего является отсылкой к фильму «Ангар 18», «Опасность» (англ. Hazard), «Шахта» (англ. Silo), «Кинотеатр под открытым небом» (англ. Drive-In) и 1 карта для борьбы с зомби.
16 июня 2011 года официально опубликована информация о третьем наборе карт. Общее название набора «Полное уничтожение» (англ. Annihilation). Названия карт, опубликованные днём ранее, являются верными. Дата выхода для консоли Xbox 360 — 28 июня 2011 года. Чуть позже в этот же день опубликована видео презентация третьего набора карт для игры и несколько скриншотов, также становится известно, что действие на новой карте по борьбе с зомби будет проходить в Шангри-Ла.
22 июня 2011 года выложен ролик-реклама третьего набора карт. В этот же день анонсировано специальное издание игры Call of Duty: Black Ops, которое будет включать в себя как саму оригинальную игру, так и первый набор карт «Первый удар» (англ. First Strike).
28 июня 2011 года третий пакет карт для консоли Xbox 360 становится доступным для покупки и скачивания. Установка этого обновления добавляет 5 достижений, которые игрок может записать в свой актив.
В этот же день в интервью ресурсу Digital Spy руководитель разработки мультиплеера Дэвид Вондерхаар (англ. David Vonderhaar) намекнул, что только что вышедший набор карт возможно не будет последним. Он сказал: «Сейчас я не могу говорить о чём-то большем чем „Полное уничтожение“ (название третьего набора карт для Call of Duty: Black Ops), но вы держите ухо востро». Стоит заметить, что для прошлой игры студии Call of Duty: World at War было выпущено 3 набора карт. В другом интервью, которое Вондерхаар дал ресурсу Gamefront 1 июля 2011 года, он признал, что студия только сейчас выходит на высокий уровень в области создания карт для многопользовательской игры. В другом интервью, данном ресурсу Ripten в августе 2011 года, Дэвид Вондерхаар подробно рассказал о процессе создания студией карт для многопользовательской игры.
13 июля 2011 года представитель Treyarch в интервью ресурсу Gamasutra рассказал о том, что студия не имеет никакого отношения к ценообразованию на дополнительные карты к Call of Duty: Black Ops, а только занята разработкой.
15 июля 2011 года становится известна дата выхода третьего пакета карт для консоли Playstation 3 и PC — 28 июля 2011 года.
28 июля 2011 года третий набор карт для Playstation 3 становится доступным для покупки и скачивания. Установка этого обновления добавляет 5 трофеев, которые игрок может записать в свой актив.
3 августа 2011 года анонсирован четвёртый набор карт под названием «ВоССкрешение» (англ. Rezurrection). Дата выхода для консоли XBox 360 — 23 августа 2011 года. Пакет будет содержать в себе только карты для борьбы против зомби, новых карт для многопользовательской игры не будет. В состав пакета входят 4 карты из Call of Duty: Black Ops, доступные в оригинальной игре и в трёх вышедших для неё обновлениях, и новая карта под названием «Луна» (англ. Moon) с новым оружием и тактикой игры, необходимой для успешного противостояния зомби-астронавтам. Дополнительно купившим этот набор карт будет предоставлено:
- 3 трека из саундтрека к картам для борьбы с зомби, которые ранее не были доступны для продажи;
- специальная тема Moon.

4 августа 2011 года при оглашении финансовых показателей Activision за второй квартал 2011 года стало известно, что первые три набора карт для игры Call of Duty: Black Ops разошлись общим тиражом 14 млн копий, что на 40 % больше чем показатели прошлой игры серии Call of Duty: Modern Warfare 2.
11 августа 2011 года выложен трейлер к четвёртому набору карт с комментариями разработчиков. Спустя неделю, 18 августа 2011 года, выложен псевдо-документальный ролик о зомби-лаборатории в студии Treyarch, который также рекламирует четвёртый набор карт.
18 августа 2011 года на официальном сайте серии Call of Duty выложен список достижений, которые игрок может заработать, играя в режим борьбы с зомби на карте Moon.
23 августа 2011 года четвёртый пакет карт для консоли Xbox 360 становится доступным для покупки и скачивания. Установка этого обновления добавляет 6 достижений, которые игрок может записать в свой актив.

### Сценарий одиночной кампании
Руководитель студии Treyarch Марк Ламия (англ. Mark Lamia) заявил, что для консультаций по написанию сценария и развития сюжета к одиночной игре в Call of Duty: Black Ops был приглашен Дэвид Гойер (англ. David Goyer), известный своим сценарием к фильму Тёмный рыцарь (англ. The Dark Knight).

### Аудио
7 сентября 2010 года Activision сообщила имена некоторых актёров, принявших участие в озвучивании персонажей игры:
- Гэри Олдмен (англ. Gary Oldman) — так же участвовал в процессе озвучивания игры Call of Duty: World at War, его голосом в этой игре говорит советский сержант Виктор Резнов (англ. Sergeant Reznov);
- Эд Харрис (англ. Ed Harris) — его голосом будет разговаривать один из главных персонажей игры — агент ЦРУ Джейсон Хадсон (англ. Jason Hudson);
- Сэм Уортингтон (англ. Sam Worthington) — озвучивает роль Алекса Мэйсона (англ. Alex Mason), протагониста игры

27 октября 2010 года о своём участии в озвучивании игры Call of Duty: Black Ops в своём журнале twitter сообщил Ice Cube, голосом известного рэпера говорит капрал Боуман (англ. Corporal Bowman).
Также, в оригинальном озвучивании принял участие российский актёр и спортсмен Олег Тактаров, его голосом говорит Кравченко.
Музыку к игре написал композитор Шон Мюррей. Также в игре звучит ряд популярных мелодий того времени.
- Celia Cruz Quimbara — миссия на Кубе. Звучит в начале миссии, в баре.
- Creedence Clearwater Revival Fortunate Son — миссия во Вьетнаме Морпехи. Звучит в начале миссии.
- The Rolling Stones Sympathy for the Devil — миссия во Вьетнаме Место падения. Звучит в эпизоде, где Алекс Мэйсон управляет катером. Также данная мелодия звучит в финальных титрах игры.

### Продажи
С 1 мая 2010 года Call of Duty: Black Ops стала доступна для предзаказа в таких крупных торговых сетях, как GameStop и Amazon.com.
15 июня 2010 года генеральный директор компании Activision Роберт Коттик (англ. Bobby Kotick) заявил, что потенциал продаж игры Call of Duty: Black Ops может быть даже выше чем у Call of Duty: Modern Warfare 2 — прошлой игры серии Call of Duty, так как на текущий момент объём размещённых предзаказов на эту игру уже превышает объём предзаказов размещённых в то же время годом ранее на Call of Duty: Modern Warfare 2. Также было отмечено, что работая с розничными сетями в США, такими как GameStop, можно говорить о прибыли с предзаказов в размере 500 миллионов долларов. 6 августа 2010 года эту информацию подтвердил менеджер студии Treyarch по связям с общественностью Джош Олин (англ. Josh Olin), разместив в своём журнале Twitter сообщение «На текущий момент количество предзаказов на CODBlackOps превышает объёмы предзаказов на все предыдущие части серии. Спасибо за вашу поддержку!» (англ. This just in: #CODBlackOps pre-orders are out-pacing all other COD pre-orders to date. Thanks all for your support!).
2 сентября 2010 года генеральный менеджер игры Call of Duty в Европе Майкл Спортуш (англ. Michael Sportouch) заявил, что Activision планирует обогнать по продажам Call of Duty: Modern Warfare 2 и перенять от неё звание самого успешного запуска года в индустрии развлечений.
8 октября 2010 года вице-президент по рекламе сети магазинов GameStop Боб МакКензи (англ. Bob McKenzie) сообщил, что на текущий момент количество предзаказов, принятых сетью на игру Call of Duty: Black Ops, уже превышает количество предзаказов, размещённых на то же время прошлого года, на игру Call of Duty: Modern Warfare 2.
26 октября 2010 года аналитик Майкл Пачтер в интервью высказал уверенность в том, что Call of Duty: Black Ops не сможет побить рекорд Call of Duty: Modern Warfare 2 по двум основным причинам: игра разрабатывается не студией Infinity Ward и пресса ждёт малейших поводов для критики игры из-за того, что она не похожа на Call of Duty: Modern Warfare 2. В то же время аналитик заметил, что он верит в то, что сама серия игр Call of Duty в общем будет продолжать продаваться хорошо.
15 ноября 2010 года опубликованы цифры продаж игры в Англии. На момент публикации игра разошлась в этой стране тиражом в 2 млн экземпляров, что на 13 % выше чем сходный показатель прошлой игры серии Call of Duty: Modern Warfare 2.
11 декабря 2010 года опубликованы цифры продаж игры за прошедший с момента релиза месяц. Для платформы Xbox 360 было продано 4,9 миллиона копий игры, для платформы Playstation 3 — 3,1 миллиона. Ещё 400 тысяч копий было суммарно продано для платформ PC, Wii и Nintendo DS.
По данным на 15 сентября 2011 года всего было продано 26,03 млн копий игры: 12,97 млн для Xbox 360, 10,55 млн для Playstation 3, 1,17 млн для PC, 1,04 млн для Wii и 0,30 млн для Nintendo DS.
21 декабря 2010 года представители Activision объявили, что игра Call of Duty: Black Ops продалась на один миллиард долларов США. Отметка в один миллиард была покорена быстрее чем в прошлом году это сделала предыдущая игра серии, Call of Duty: Modern Warfare 2 набрала эту сумму к середине января 2010 года.
29 декабря 2010 года портал TorrentFreak.com назвал Call of Duty: Black Ops самой популярной игрой года по количеству скачанных пиратских копий. В общей сложности за 2010 год с момента официального релиза игры было скачано: 4 200 000 копий версии для PC (состояние на 29 декабря 2010 года) и 930 000 копий версии для Xbox 360 (состояние на 29 декабря 2010 года).
Таким образом второй год подряд игра серии Call of Duty стала самой популярной среди пользователей пиратских копий. В 2009 году этого же звания удостоилась игра Call of Duty: Modern Warfare 2.
3 марта 2011 года представитель издательства Activision заявил, что игра Call of Duty: Black Ops стала самой продаваемой игрой для консоли Playstation 3 за всё время существования данной игровой системы, обогнав Gran Turismo 5, Gran Turismo 5 prologue, Metal Gear Solid 4: Guns of the Patriots, Call of Duty: Modern Warfare 2 и Uncharted 2: Among Thieves, являвшихся самыми продаваемыми играми для Playstation 3.
12 марта 2011 года объявлено, что игра Call of Duty: Black Ops является самой продаваемой игрой за всё время существования игровой индустрии, обогнав бывшего лидера — игру Wii Play.
14 апреля 2011 года опубликован список 40 самых продаваемых товаров в индустрии развлечений на территории Англии за 2010 год. Первое место заняла игра Call of Duty: Black Ops.
20 мая 2011 года на представлении финансового отчёта представители торговой сети GameStop объявили второй набор карт для игры Call of Duty: Black Ops лучших запуском скачиваемого контента в истории сети: по предзаказам и в первую неделю продаж было продано более 250 000 экземпляров набора.
28 июня 2011 года игра Call of Duty: Black Ops названа самой продаваемой игрой на территории Англии за всю историю.
4 августа 2011 года при оглашении финансовых показателей Activision за второй квартал 2011 года стало известно, что первые три набора карт для игры Call of Duty: Black Ops разошлись общим тиражом 14 млн копий, что на 40 % больше чем показатели прошлой игры серии Call of Duty: Modern Warfare 2.
В начале сентября 2011 года Activision сообщило от продаже 18 млн копий пакетов карт для игры Call of Duty: Black Ops.
Летом 2018 года, благодаря уязвимости в защите Steam Web API, стало известно, что точное количество пользователей сервиса Steam, которые играли в игру хотя бы один раз, составляет 3 759 377 человек.

#### Мировой рекорд продаж
11 ноября 2010 года объявлено, что игрой Call of Duty: Black Ops установлен очередной рекорд продаж в первый день запуска. В первые 24 часа с момента поступления игры в продажу было продано копий на 360 миллионов долларов. Игра Call of Duty: Modern Warfare 2, которой принадлежал предыдущий рекорд, в первый день начала своих продаж собрала 310 миллионов долларов. Руководитель издателя Activision Бобби Котик (англ. Bobby Kotick) так прокомментировал успех: «В истории развлечений не было ещё такой серии, которая бы два года подряд устанавливала подобный рекорд, и мы находимся на пути к преодолению отметки 550 миллионов долларов за первые 5 дней продаж, установленной Call of Duty: Modern Warfare 2 в прошлом году». В первый день запуска на территории Северной Америки и Англии в этом году было продано 5,6 миллиона копий игры, в 2009 году в первый день продаж было продано 4,6 миллиона копий.

### Дополнительная продукция

Изображения игрового контроллера Call of Duty: Black Ops от MadCatz для консоли Xbox 360

13 июля 2010 года стало известно, что компания Mad Catz совместно со студией Treyarch в день выхода игры также выпустит серию фирменных контроллеров и гаджетов (в скобках указаны цены в США):
- Black Ops PrecisionAIM Controller — геймпады для консолей Playstation 3 и Xbox 360 (49.99$);
- Call of Duty: Black Ops Controller Pack — набор контроллеров для консоли Wii (39.99$);
- Call of Duty: Black Ops OptiCOM ProGaming Glasses — устройство для переговоров с другими игроками и специальные очки, повышающие чёткость изображения и его контрастность, для консолей Playstation 3 и Xbox 360 (99.99$) (первое изображение внешнего вида очков и упаковки опубликовано 5 ноября 2010 года[185]);
- Call of Duty: Black Ops Controller Faceplates — накладки на оригинальные джойстики для консолей Playstation 3 и Xbox 360 (14.99$);
- Call of Duty: Black Ops Stealth Inductive Charger — зарядное устройство для контроллеров консоли Wii (39.99$);
- Call of Duty: Black Ops PrecisionAIM Mouse & USB Dog Tag Bundle — набор, состоящий из компьютерной мыши для PC и боевого значка со встроенным USB флеш-накопителем ёмкостью 2Гб (99.99$);
- Call of Duty: Black Ops Stealth Gaming Surface — коврик для компьютерной мыши (19.99$);
- Call of Duty: Black Ops Stealth Controller — геймпад для PC (29.99$).

Прототипы этих контроллеров были представлены в июне 2010 года на выставке E3. Контроллеры практически полностью повторяют дизайн, который был использован для геймпадов, вышедших для игры Call of Duty: Modern Warfare 2, за исключением небольших дополнений:
- специальные кнопки на задней части контроллера стали более доступными;
- добавилась возможность назначать на специальные кнопки функции стандартных кнопок;
- добавлена технология PrecisionAIM, позволяющая на время снизить чувствительность рычагов джойстика для более точного прицеливания.

Коби Брайант за рулём своего экземпляра специальной Call of Duty: Black Ops версии Jeep Wrangler Rubicon

В середине сентября 2010 года появилась информация о том, что компания Chrysler выпустит специальное Call of Duty: Black Ops издание автомобиля Jeep Wrangler из модельного ряда 2011 года. Позднее было сообщено, что студия Treyarch, работала с Jeep не только в направлении подготовки специального издания Jeep Wrangler, но эти автомобили были так же вставлены в игру в качестве средств для передвижения. Специальное Call of Duty: Black Ops издание автомобиля Jeep Wrangler поступит в продажу на территории США в ноябре 2010 года, приблизительная цена — 30 000 долларов США.
С сентября 2010 года сеть магазинов GameStop начала розыгрыш призов для тех, кто оформил предзаказ на Call of Duty: Black Ops, среди призов:
- автомобиль Jeep Wrangler Rubicon;
- мотоцикл Harley Davidson Iron 883 модельного ряда 2011 года;
- полёт на Aero L-39 Albatros над Мексиканским заливом;
- мини-автомобиль Polaris Ranger RZR(R) ATV модельного ряда 2010 года;
- различные призы от компании Microsoft: консоли Xbox 360, контроллеры, золотые подписки на Xbox Live и другие;
- купоны на бесплатные обеды в T.G.I. Friday's;
- контроллеры и устройства Tritton для переговоров с другими игроками;
- акустические системы от Polk Audio.

13 октября 2010 года опубликованы подробности о специальной Call of Duty: Black Ops версии Jeep Wrangler Rubicon: шильдики Jeep будут заменены на шильдики с логотипами Call of Duty: Black Ops, автомобиль будет доступен только в чёрном цвете.
27 октября 2010 года Джош Олин (англ. Josh Olin) разместил в своём журнале twitter фотографию Коби Брайанта за рулём своего экземпляра специальной Call of Duty: Black Ops версии Jeep Wrangler Rubicon.
8 октября 2010 года на официальном сайте серии игр Call of Duty был анонсирован розыгрыш призов среди зарегистрированных пользователей форума, размещённого на этом сайте. К участию в конкурсе были допущены только граждане и резиденты США старше 18 лет. Победители выбираются случайным образом каждый понедельник. Конкурс продлится до даты официального выхода игры — 9 ноября 2010 года (первые победители были объявлены 11 октября 2010 года). Среди призов, которые можно выиграть:
- игра Call of Duty: Black Ops: Hardened Edition;
- игра Call of Duty: Black Ops: Prestige Edition;
- толстовки с символикой игры Call of Duty: Black Ops;
- футболки с символикой игры Call of Duty: Black Ops.

3 ноября 2010 года представлен набор от Mad Catz, состоящий из наушников со встроенным микрофоном, выполненный в стилистике игры Call of Duty: Black Ops. Стоимость набора: (149.99$).
6 ноября 2010 года объявлено, что первые 50 покупателей (лимит покупателей указан на один магазин, количество участвующих в акции магазинов — 2700), купивших в ночь с 8 на 9 ноября игру Call of Duty: Black Ops в любом из круглосуточно работающих отделений сети Wal-Mart, получат в подарок бандану с изображением логотипа игры.

### Сервис Call of Duty Elite в Call of Duty: Black Ops
31 мая 2011 года Activision анонсировала сервис Call of Duty Elite, который предназначен для пользователей игр серии Call of Duty. Летом 2011 года сервис будет запущен в бета-версии и тестирование будет проводиться на интеграции с игрой Call of Duty: Black Ops, полноценный запуск запланирован совместно с релизом Call of Duty: Modern Warfare 3 (нерешённым остаётся вопрос интеграции сервиса Call of Duty Elite с Call of Duty: Modern Warfare 2).

## Рецензии и награды
| Сводный рейтинг    | Сводный рейтинг      | Сводный рейтинг       | Сводный рейтинг      | Сводный рейтинг       | Сводный рейтинг      |
| Издание            | Оценка               | Оценка                | Оценка               | Оценка                | Оценка               |
| Издание            | DS                   | PC                    | PS3                  | Wii                   | Xbox 360             |
| ------------------ | -------------------- | --------------------- | -------------------- | --------------------- | -------------------- |
| GameRankings       | 73,67 %              | 78,10 %               | 88,36 %              | 81,47 %               | 87,56 %              |
| Metacritic         | 71 / 100 (7 обзоров) | 83 / 100 (26 обзоров) | 89 / 100 (53 обзора) | 79 / 100 (14 обзоров) | 88 / 100 (84 обзора) |
| Иноязычные издания |                      |                       |                      |                       |                      |
| Издание            | Оценка               | Оценка                | Оценка               | Оценка                | Оценка               |
| Издание            | DS                   | PC                    | PS3                  | Wii                   | Xbox 360             |
| GamesRadar+        | N/A                  | N/A                   | 9 / 10               | 6 / 10                | 9 / 10               |
| GameTrailers       | N/A                  | 9,3 / 10              | 9,3 / 10             | 8,6 / 10              | 9,3 / 10             |
| IGN                | N/A                  | 8,5 / 10              | 8,5 / 10             | 7,5 / 10              | 8,5 / 10             |
| ONM                | 75 %                 | N/A                   | N/A                  | 90 %                  | N/A                  |

| Иноязычные издания    | Иноязычные издания |
| Издание               | Оценка             |
| --------------------- | ------------------ |
| 1UP.com               | A-                 |
| AllGame               | [ 219 ]            |
| CVG                   | 9,3 / 10           |
| Eurogamer             | 8 / 10             |
| G4                    | 5 / 5              |
| GamePro               | [ 223 ]            |
| GameRevolution        | A-                 |
| GameSpot              | 9 / 10             |
| GameSpy               | [ 226 ]            |
| XboxAddict            | 96 %               |
| Русскоязычные издания |                    |
| Издание               | Оценка             |
| 3DNews                | 8 / 10             |
| Absolute Games        | 66 %               |
| PlayGround.ru         | 7,3 / 10           |
| «Домашний ПК»         | [ 231 ]            |
| gameland.ru           | 9,5 /10            |
| StopGame.ru           | похвально          |
| itc.ua                | 4 / 5              |

| Сводный рейтинг | Сводный рейтинг |
| Агрегатор       | Оценка          |
| --------------- | --------------- |
| GameRankings    | 83,40 %         |

| Сводный рейтинг | Сводный рейтинг |
| Агрегатор       | Оценка          |
| --------------- | --------------- |
| GameRankings    | 81,00 %         |

По результатам выставки E3, прошедшей в Лос-Анджелесе, игровой ресурс Machinima.com присудил игре Call of Duty: Black Ops победу в двух номинациях:
- лучшая игра для консолей на выставке Е3 2010;
- лучшая экшн игра на выставке Е3 2010.

29 октября 2010 года по результатам голосования пользователей игра Call of Duty: Black Ops объявлена победителем в номинации «Проект, заслуживающий внимания» (англ. The One to Watch) в рамках конкурса Golden Joystick Awards.
Оценки, выданные Call of Duty: Black Ops в различных игровых изданиях:
- Joystiq — 4/5
- Games.On.Net — 4.5/5
- Gamekult (French) — 7/10
- USA Today — 4/4
- JVN (French) — 18/20
- GiantBomb — 4/5
- GameReactor — 9/10
- The Guardian — 5/5
- Videogamer — 9/10
- GameInformer — 9/10
- Tweakers — 9.5/10
- Eurogamer.cz (Czech) — 8/10
- Metro — 9/10
- Multiplayer (Italian) — 9.4/10
- TVG — 9/10
- Jeauxactu (French) — 17/20

10 декабря 2010 года игра выиграла номинации «Лучший мультиплеер» (англ. Best Multiplayer) и «Лучшее управление» (англ. Best Control) по версии Inside Gaming Awards, во второй раз проводимой порталом Machinima.com.

Фрэнк Вудс — персонаж года (2010) по версии Video Games Awards

12 декабря 2010 года игра выиграла номинацию «Лучший шутер 2010 года» и «Персонаж года» (за создание помощника протагониста одиночной кампании Фрэнка Вудса) по версии Spike VGA 2010.
15 декабря 2010 года игра выиграла номинацию «Лучший шутер 2010 года» по версии X-Play.
17 марта 2011 года игра выиграла звание игры 2010 года по версии BAFTA.
21 октября 2011 года на 29 церемонии награждения Golden Joystick Awards 2011 игра выиграла звание «Лучший шутер».
Игромания поставила 9,0 (Великолепно), но в итогах года это не помешало ей быть вне десятки победителей (13-е место); мультиплеер (который был рассмотрен в следующем номере) получил 7,5 (Хорошо), приписывая в пункте «Дождались?» (краткое резюме, где буквально в нескольких словах описывается игра):

Разработчики понимают, что старая схема мультиплеера в Call of Duty уже начинает приедаться, и пытаются придумать что-то новое. Пока получается плоховато, но за старания — спасибо